# Internet Corporation for Assigned Names and Numbers
Internet Corporation for Assigned Names and Numbers (ICANN, vyslovováno anglicky „aj ken“) je nezisková organizace dohlížející na různé agendy související s internetem, které dříve spravovaly jiné organizace, například IANA. Byla založena 18. září 1998 a její sídlo je v Marina Del Rey v Kalifornii. K odstátnění došlo v roce 2016.

## Charakteristika
Jedním z úkolu ICANN je přidělování a správa doménových jmen a IP adres. ICANN provádí registraci generických domén a zároveň zastřešuje regionální organizace, které provádějí registrace na jednotlivých kontinentech (ARIN, APNIC, LACNIC, RIPE NCC). Režim, který určuje ICANN pro registraci nových domén, jasně vymezuje rozhodčí orgány, které mají případné spory mezi účastníky sporu o doménové jméno vyřešit. ICANN byla zřízena za účelem převzetí odpovědnosti za přidělování místa v prostoru internetu a také doménových jmen, dohlíží nad dodržováním protokolárních parametrů a zajišťování serverového systému.
Základním dokumentem jsou stanovy. Cílem činnosti je ochrana stability na internetu, podpora soutěže, reprezentace internetové veřejnosti a rozvoj pravidel ochrany internetu.
V čele celé organizace stojí Představenstvo (Board of Directors). ICANN se dále dělí na:
- The Governmental Advisory Committee (Vládní poradní výbor)
- Address Support Organisation (Organizace pro podporu adres)
- Generic Name Support Organisation (Organizace pro podporu generických jmen)
- Country-Code Name Support Organisation (Organizace pro podporu národních kódů jmen)
- At-Large Advisory Committe (Poradní výbor pro běžné uživatele)
- Security and Stability Advisory Committee (Poradní výbor pro bezpečnost a stabilitu)
- Root Server System Advisory Committee (Poradní výbor pro root server)
- The Technical Liaison Group (Skupina spojovací techniky)

Představenstvo  (Board of Directors) má 14 členů s hlasovacím právem a jednoho prezidenta, který je volen všemi 14 členy. Představenstvo sestává z dalších šesti nehlasujících členů. Osm ze členů Představenstva jmenuje nominační výbor Představenstva. Šest členů je voleno (vždy po dvou) ze Supporting Organisations (SO). SO jsou v rámci ICANNu tři. Address Support Organisation, Generic Name Support Organisation a Country-Code Name Support Organisation.
Vládní poradní výbor (Governmental Advisory Committee, GAC) je prostředníkem, přes kterého ICANN dostává návrhy a postřehy od vlád. Klíčovou rolí GACu je poskytnout ICANNu informace, které se týkají veřejných opatření, aby byly v souladu s mezinárodním právem a mezinárodními smlouvami. GAC se schází obvykle třikrát až čtyřikrát do roka. V současnosti je v GACu 30 národních vlád a mezinárodních vládních organizací jako například World Intellectual Property Organisation (WIPO). Členství v GACu je otevřeno všem národním vládám a mezinárodním vládním organizacím.
Organizace pro podporu adres (Address Suporting Organisation, ASO) je sdružení regionálních distributorů IP adres, kterými jsou organizace RIPE pro Evropu, AFRINIC pro Afriku, ARIN pro Severní Ameriku, LACNIC pokrývající Latinskou Ameriku a APNIC pro Asii a Pacifik. Cílem ASO je vyvíjet a zdokonalovat politiku přidělování IP adres, poskytovat doporučení a rady Představenstvu ICCANu.
Organizace pro podporu generických jmen (Generic Names Support Organisation, GNSO) se zabývá generickými doménami nejvyšší úrovně (gTLD). Také GNSO má svůj jednací orgán zastoupený takzvanými Constituencies, kteří reprezentují jednotlivé uživatele internetu. Constituencies jsou:
- gTLD Registries – starají se o generické domény .com .net[6]
- The Commercial and Business Users Constituency – zastupují zájmy malých i velkých komerčních uživatelů internetu[7]
- Internet Service & Connection Providers – zajišťují podporu služeb a spojení[8]
- Non-Commercilal – zastupují organizace nekomerčních aktivit na internetu[9]
- Registrars (registrátoři) – řeší zájmy registrátorů (gTLD)[10]
- Intellectual Property – zabývají se otázkami duševního vlastnictví[11]

Organizace pro podporu národních kódů jmen (Country Code Names Supporting Organization, CCNSO) má na starosti všechny národní domény. CCNSO má radu složenou z 18 členů. Do rady jsou voleni tři zástupci z každého regionu. (CCNSO je rozdělen na pět regionů - Afriku, Asii/Austrálii/Pacifik, Evropu, Latinskou Ameriku/Karibské ostrovy a Severní Ameriku). Další tři jsou stanoveni ICCAN nominačním výborem.
Poradní výbor pro běžné uživatele (AT-Large Advisory Committee, ALAC) zastává zájmy běžných, individuálních uživatelů internetu. Je rozdělen do regionů – Afrika, Asie/Austrálie/Pacifik, Evropa, Latinská Amerika/Karibské ostrovy a Severní Amerika. ALAC se skládá z deseti členů volenými regionálními ALAC organizacemi doplněnými pěti členy jmenovanými ICCAN nominačním výborem.
Poradní výbor pro bezpečnost a stabilitu (Security And Stability Advisory Committee, SSAC) dává ICCANu doporučení v záležitostech týkajících se bezpečnosti a integrity internetového systému a lokace internetových jmen a adres. To zahrnuje:
- provozní záležitosti, např. záležitosti týkající se správného a spolehlivého fungování kořenového systému jmen (root name system)
- administrativní záležitosti, týkající se rozmisťování adres a přiřazování internetových čísel
- záležitosti spojené s registrací a registračních služeb jako je WHOIS. SSAC analyzuje a alokuje místa, kde hrozí potenciální nebezpečí operační nestability internetu. Na základě svých zjištění dává ICCANu doporučení.

Poradní výbor pro root server (DNS Root Server System Advisory Committee, RSSAC) sdružuje správce kořenových serverů, které jsou rozmístěny různě po světě. RSSAC dává Představenstvu návrhy týkající se operací kořenových serverů. RSSAC sleduje operační požadavky kořenových serverů zahrnující kapacity host hardwarů, operačních systémů, verze softwarů jmenných serverů a propojitelnost sítí a fyzického prostředí. RSAC hodnotí počet, umístění a rozložení kořenových serverů vzhledem k celkovému výkonu, odolnosti a spolehlivosti systému.
Skupina spojovací techniky (Technical Liaison Group, TLG) se skládá ze čtyř organizací:
- The European Telecommunications Standards Institute (ETSI)
- The International Telecommunications Union's Telecommunication Standardization Sector (ITU-T)
- The World Wide Web Consortium (W3C)
- The Internet Architecture Board (IAB).

Úkolem TLG je přinášet technické informace a směrnice Představenstvu a ostatním členům ICCANu. Zprostředkovává Představenstvu a ostatním ICCAN organizacím zdroje technických expertiz. TLG odpovídá za konkrétní technické standardy a dohlíží na jejich globální dodržování.